# Luis Evelis Andrade
Luis Evelis Andrade Casamá (Riosucio, Chocó, 9 de mayo de 1967) es un líder indígena del pueblo emberá, político y filósofo colombiano. En el año 2014 fue elegido Senador de la República con 15.961 votos por la circunscripción indígena representando el Movimiento Alternativo Indígena y Social - MAIS.
Andrade Casamá es un líder indígena Embera, fue sacerdote claretiano y consejero mayor de la Organización Nacional Indígena de Colombia (ONIC) durante ocho años. Es filósofo de la Universidad Santo Tomás y Teólogo de la Universidad Pontificia Bolivariana.

## Biografía
Nació en Salaquí, municipio de Riosucio (Chocó). Ofició como sacerdote claretiano y director de la Pastoral Indígena de la Diócesis de Quibdó durante seis años. Creció en una familia numerosa: Juan Daniel (padre); Evelia (madre) y ocho hermanos.
Ha ejercido su condición de líder desde muy temprana edad. Participó activamente en el paro cívico por la salvación de la dignidad del Chocó en 1999, y contribuyó en la construcción de la ‘Agenda Pacífico XXI’, como una posibilidad de superar la exclusión de sus hermanos Afros e Indígenas de la región pacífica de Colombia.
Tuvo el honor de presidir la Organización Nacional Indígena de Colombia - ONIC durante el periodo 2003-2012. Con su gestión, contribuyó a visibilizar la situación de vulnerabilidad de los pueblos ancestrales, lo cual quedó evidenciado en el Auto 04 de la Corte Constitucional, que ordenó la implementación de planes de salvaguarda para 33 Pueblos Indígenas en peligro de extinción. 
Presidió el Fondo para el Desarrollo de los Pueblos Indígenas y del Caribe, con sede en La Paz, Bolivia, (2008 - 2012), cargos que le permitieron interlocutar de manera directa con organismos internacionales de cooperación, y multilaterales como la Unión Europea, ONU, OEA y la Comisión Interamericana de Derechos Humanos, experiencia que le permitió ejercer con solvencia la diplomacia indígena internacional.
Buena parte de su vida la ha dedicado al servicio de la comunidad, primero comprometido con sus hermanos Afros e Indígenas en el departamento del Chocó; y durante los años recientes con sus hermanos indígenas de Colombia y el continente. Su trabajo permanente y comprometido con Pueblos Indígenas y grupos Afros lo ha llevado a concluir que Colombia requiere con urgencia una política pública real de inclusión y reconocimiento, que haga énfasis en los grupos étnicos y en los departamentos ricos en biodiversidad y recursos naturales, pero muy empobrecidos por la desidia y el abandono de sus gobernantes.

## Víctima del conflicto
Ha vivido en carne propia el desplazamiento forzado. Por eso, su decisión de defender con ahínco los Derechos Humanos, y su vocación de servicio y acompañamiento a las comunidades afectadas por el conflicto armado que padece Colombia desde hace varias décadas. “Ayudé a defender y salvar muchas vidas y comunidades, viví el fragor de la violencia, el desplazamiento de mi propia familia y muchos parientes cercanos”.
De los ochenta compañeros que iniciaron con Luís Evelis el cuarto de primaria, sólo doce están vivos y cuatro culminaron algún proceso académico. Dichas cifras dan cuenta de las expectativas de vida en un departamento como el Chocó, y que decir de la esperanza de las nuevas generaciones por tener alguna profesión.
En el año 1991, la ONIC participó de forma activa en el proceso de la Asamblea Nacional Constituyente, obteniendo resultados importantes en la política de reconocimiento para los Pueblos Indígenas de Colombia, Afros, Raizales y Gitanos, contribuyendo así al desarrollo de la política social y de participación plasmada en la Carta Magna.
Fruto de lo anterior, los Indígenas y los Afros han participado en el Congreso de la República, no siempre con los mejores resultados. Desde esa época, la ONIC no participaba en dicho proceso, pero en el año 2013 sus voceros políticos deciden retomar el espacio democrático y proponen la creación del MAIS - Movimiento Alternativo Indígena y Social, colectividad que obtuvo su primera credencial en nombre de Luís Evelis Andrade Casamá, actual Senador de la República de Colombia.